# Pandosia Bruzia
Pandosia nel Bruzio è un'antica città citata dagli storici antichi e situata nei pressi dell'attuale Castrolibero, o più probabilmente nell'attuale territorio della città di Acri. Pandosia viene descritta dallo storico Strabone (VI 1,-5) quale antica capitale del popolo degli Enotri, dovette quindi essere un centro importante tra l'età del Bronzo e quella del Ferro citazione (La Magna Grecia, Guida Archeologica Laterza), in età più recente è ricordata perché presso il fiume Acheronte, che scorreva nelle sue vicinanze, fu assassinato il re d'Epiro Alessandro il Molosso (Magna Grecia, edizioni Guide Archeologiche Laterza pag. 64).
Nel centro storico come nel territorio della città di Acri notevoli ritrovamenti archeologici analizzati al carbonio 14 hanno evidenziato la costante frequentazione del territorio a partire dal Pre-Eneolitico fino all'Eta del Ferro, inoltre successive scoperte mostrano la frequentazione fino all'Età Classica.

## Fonti antiche
- Aristotele dice che Pandosia si trovava a sei ore di cavallo dal mare (Non lo dice Aristotele, ma U. Nisticò, in Storia della Calabria, pag. 11).
- Tito Livio[1], narrando le vicende di Alessandro il Molosso, descrive il suo insediarsi su tre elevazioni vicine al fiume Acheronte, nei pressi della città di Pandosia, che si trovava a sua volta presso i confini tra le terre dei Lucani e dei Bruzi. Da Tito Livio abbiamo la conferma che Pandosia si trovava nei pressi di Cosenza. In un passo successivo[2] cita la spontanea sottomissione di Consentia e Pandosia ai Romani nel 204-203 a.C.
- Strabone[3] la colloca nei pressi di Consentia (Cosenza) e la descrive come una città fortificata, e da valide difese naturali, riportando la notizia che un tempo fosse stata capitale degli Enotri. Presso la città venne ucciso nel 331-330 a.C. Alessandro il Molosso. La città occupava tre colline e vi scorreva nei pressi un fiume con lo stesso nome dell'Acheronte. Il nome stesso è fin dall'antichità attribuito ad un fiume situato a Castrolibero. Parimenti il fiume Mucone che nasce dai gioghi della Sila e passa per Acri viene identificato come Acheronte.
- Stefano di Bisanzio[4], nel V secolo, cita Pandosia come città dei Bruzi, fortificata e con tre "vertices", e ricorda che vi perse la vita Alessandro il Molosso.

## Fonti numismatiche
Agli inizi del V secolo a.C. furono coniati stateri con lo stesso tipo della città di Crotone, alla quale Pandosia era sottoposta. Simili monete furono emesse anche da Crotone con Sibari e con Temesa.
Un secondo statere emesso nel 435-425 a.C. dalla sola Pandosia, riporta sul verso il dio del fiume Crati. Agli inizi del IV secolo a.C. si riferiscono uno statere, una dracma e un triobolo emessi dalla sola Pandosia.

## L'identificazione della città
Dai resoconti delle fonti antiche si evince che la città si trovava presso un fiume che aveva all'epoca il nome di Acheronte, che era al confine tra Bruzi e Lucani. È stata l'antica capitale dei re Enotri, situata nell'interno, era annoverata a mezza strada tra Sibari e Temesa, un po' sopra a Cosenza. Talora posta tra le città del Tirreno, o in quelle del versante Jonico. Citate nella Pariegesi di Pseudo-Scimmo vv . 326-329: nel Pseudo Scilace e ciatata semplicemente fra le città greche e lucane. Attualmente le evidenze e i ritrovamenti archeologici più prominenti situano Pandosia nei pressi dell'attuale città di Acri o nei pressi dell'attuale città di Castrolibero.: dista pochi chilometri da Cosenza nei pressi di Castrolibero e sembra concordare con il racconto liviano della fine di Alessandro il Molosso, secondo il quale parte del suo corpo, straziato dai nemici, venne trasportato a Cosenza ovviamente a dorso di mulo. La città di Cosenza doveva essere molto vicina tenuto conto dei mezzi di trasporto di allora. Castrolibero fu inizialmente una fortezza (Castelfranco e prima ancora Pandosia) situata nei tenimenti di Mendicino. I centri storici dei comuni di Mendicino e di Castrolibero, che confinano tra loro, si trovano a pochi chilometri di distanza l'uno dall'altro. In un documento del 1267 In tenimento Mendicini si trovava il casale di "Pantosa" (infatti all'epoca il complesso Pantosa-Castelfranco faceva parte dei tenimenti di Mendicino). Il documento venne emanato in Viterbo, l'8 febbraio del 1267, decima indizione, da papa Clemente IV. In un altro documento del 1278 (documenti della cancelleria Angioina) il toponimo è indicato indifferentemente come "Pantose" o "Pandose", indicando una possibile sopravvivenza del nome dell'antica città di Pandosia. Nel 1412 il casale di Pantosa risulta disabitato in quanto era stato abbandonato a favore di Castelfranco. A conferma della identità Castelfranco=Pandosia, la chiesa di San Nicola, al confine tra Castrolibero e Marano Principato, viene citata nel 1545 (F. Russo, Regesto Vaticano per la Calabria, nn. 18965 e 18976) come S. Nicolai de Pantusa de Castrofranco, la chiesa di San Salvatore, ora Parrocchia nel centro storico di Castelfranco, è citata nel 1567 in un documento del "notar" Giordano G. Andrea (Cosenza, 6-5-1563) f. 299 come Santis Salvatoris de Pantusa. Quindi Pantosa-Pantusa e Castelfranco erano intimamente legati. A Castelfranco sono stati rinvenuti, in località "Palazzotto" i resti di strutture difensive e nel 1877 vi venne trovata una moneta dell'antica Pandosia.